# Thermoascus crustaceus
Thermoascus crustaceus är en svampart som först beskrevs av Apinis & Chesters, och fick sitt nu gällande namn av Stolk 1965. Thermoascus crustaceus ingår i släktet Thermoascus och familjen Thermoascaceae.   Inga underarter finns listade i Catalogue of Life.